# Craig Thomson (árbitro)
Craig Thomson (Paisley, Escocia; 20 de junio de 1972) es un árbitro  de fútbol de Escocia. Es internacional FIFA desde el año 2006.

## Trayectoria
Abogado de profesión, es árbitro de la Scottish Premier League, desde el 2002. También es designado, de forma regular, para los partidos de la Liga de Campeones de la UEFA y la Liga Europa de la UEFA.

## Estadísitcas
| Competición                         | Partidos | Amonestado | Expulsado |
| ----------------------------------- | -------- | ---------- | --------- |
| Scottish Premier League             | 145      | 488        | 29        |
| Scottish FA Cup                     | 8        | 23         | 3         |
| Scottish League Cup                 | 8        | 33         | 5         |
| Liga de Campeones de la UEFA        | 15       | 67         | 3         |
| Liga Europa de la UEFA              | 13       | 54         | 3         |
| Copa Intertoto de la UEFA           | 2        | 8          | 0         |
| Eliminatorias del Mundial de Futbol | 4        | 10         | 1         |
| Eliminatorias de la Eurocopa        | 4        | 11         | 0         |
| Partidos amistosos                  | 5        | 2          | 0         |